# Villa Nasti
Villa Nasti, anche conosciuta come Villa Letizia a Napoli, è una delle ville vesuviane del Miglio d'oro; è sita in zona orientale, nel quartiere di Barra.

## Storia
Fu costruita nel XVIII secolo ed appartenne alle nobili famiglie Cantalupo e Nasti; in seguito, la si riscontra con il nome di villa Letizia. Venne rimaneggiata nel XIX secolo in chiave neoclassica. La sua impostazione planimetrica è costituita da una doppia L con corpo di fabbrica centrale a tre piani e due braccia laterali di un unico piano. La struttura, oggi, è di proprietà del Comune di Napoli che l'ha resa protagonista di un accurato restauro: i suoi ambienti ospitano spesso vari convegni e assemblee su questioni inerenti all'urbanistica.

## Il Parco
Il parco della villa versa attualmente (2016) in condizioni di estremo degrado.